# Arthur Trebst

Arthur Trebst

Friedrich Arthur Trebst (* 12. Juni 1861 in Lößnig bei Leipzig; † 27. August 1922 ebenda) war ein deutscher Bildhauer.

## Leben
Trebst war der Sohn des Kunsttischlers Robert Trebst und dessen Ehefrau Pauline Rosalie (geborene Walter). 1891 heiratete er die aus musikalischer Familie stammende, entfernt mit dem Physiker Wilhelm Conrad Röntgen verwandte Caroline Elisabeth Röntgen (1860–1936). Sie war eine Tochter von Engelbert Röntgen und Schwester des Komponisten Julius Röntgen. Ihre Mutter, Pauline Friederike Röntgen, geb.  Klengel (1831–1888), war eine Tante von Julius Klengel. Aus der Ehe gingen drei Kinder hervor, der spätere Bibliothekar Dr. Hans Trebst (1895–1935), die unverheiratet gebliebene Dorothea Amanda Trebst (1897–1971) und Eva Maria Trebst (1898–1946).

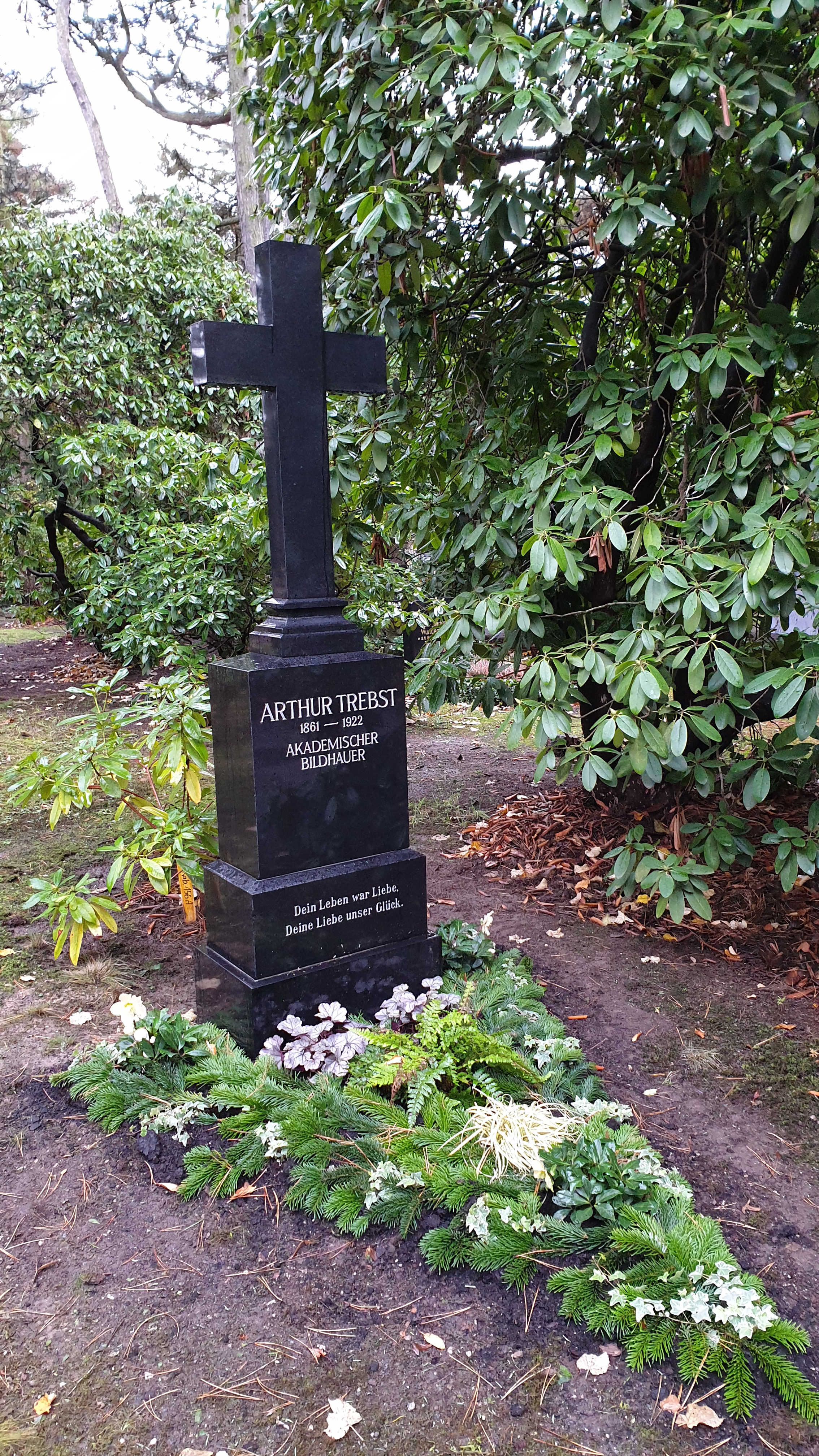
Grabmal Arthur Trebst, 2019 restituiert

### Ausbildung
Nach dem Besuch der Volksschule und einer Lehre in der väterlichen Werkstatt studierte Trebst ab 1882 an der Königlichen Kunstakademie in Dresden Bildhauerei. Sein Lehrer  war Ernst Hähnel. Bereits im März 1883 erhielt er für eine Schülerarbeit, ein Basrelief mit dem Titel Aegeus erkennt seinen Sohn Theseus, ein Ehrenzeugnis. Ab 1886 studiert er bei Fritz Schaper in Berlin. Seine Ausbildung schloss er mit mehreren Studienaufenthalten in Florenz und Rom ab.

### Kunstschaffen
Nach der Rückkehr aus Italien wurde Trebst 1889 in Leipzig ansässig und eröffnete ein Atelier in der Salomonstraße 7. Nach einer kurzen Phase als Holzbildhauer wandte er sich endgültig der Steinbildhauerei zu.  Er widmete sich vornehmlich der Bau- und Porträtplastik  sowie der Ausgestaltung von Kirchen.  Ab 1900 setzte er sich zudem verstärkt für die Erneuerung der Grabmalkunst ein. Von der Stadt Leipzig erhielt er zahlreiche, teils sehr ehrenvolle Aufträge. Trebst wurde neben den Künstlern Johannes Hartmann, Adolf Lehnert, Josef Mágr und Hans Zeissig ausgewählt, die allegorischen Figuren an der Südwestfassade des Neuen Rathauses zu schaffen. Das benachbarte, im Stil des Historismus erbaute Bankgebäude zieren ebenfalls bauplastische Arbeiten von der Hand des Künstlers. Für den Neubau der Universitätsbibliothek Leipzig gestaltete er die Sinnbilder der vier Fakultäten an der Attika des Haupteingangs. Auch an und in Leipziger Kirchen sowie auf verschiedenen Friedhöfen finden sich zahlreiche plastische Arbeiten von Arthur Trebst, die seine künstlerische Meisterschaft bezeugen. Für öffentliche und private Auftraggeber fertigte er zudem Porträtbüsten und Reliefs.
Die wirtschaftlich schwierigen Jahre nach dem Ersten Weltkrieg untergruben die Gesundheit von Arthur Trebst. Eine Lähmung der Hände beendete schließlich seine künstlerische Tätigkeit. Der Künstler starb mit 61 Jahren in Leipzig. Er wurde auf dem Südfriedhof, ganz in der Nähe eines seiner letzten größeren Werke, der Christusfigur für das Mausoleum Ernst Traugott Fritzsches, beerdigt. In Zusammenarbeit mit der Verwaltung des Südfriedhofes gelang es der Paul-Benndorf-Gesellschaft im Jahr 2019, die aufgelassene Grabstelle nach mehr als 45 Jahren zu restituieren.

## Werke (Auswahl)

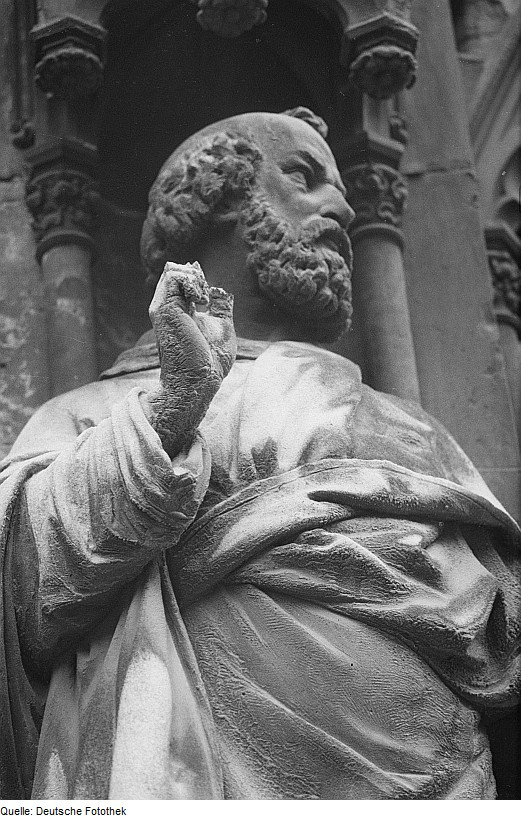
Apostelfigur, Thomaskirche Leipzig
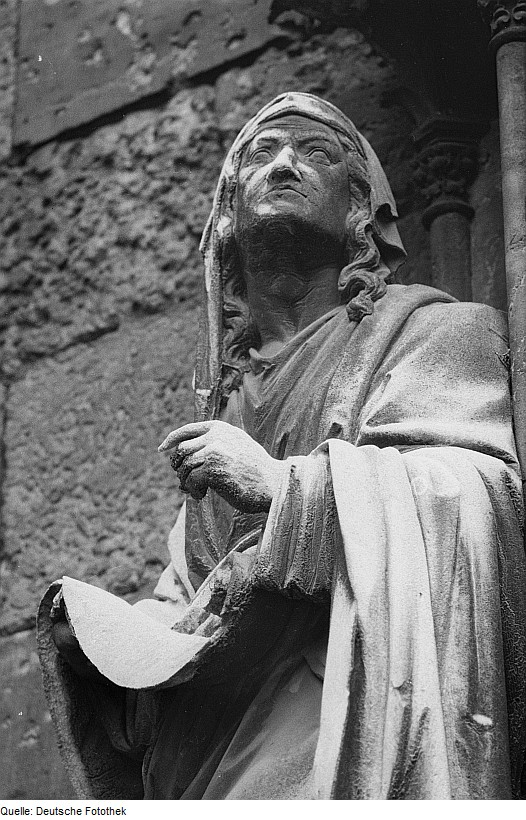
Apostelfigur, Thomaskirche Leipzig
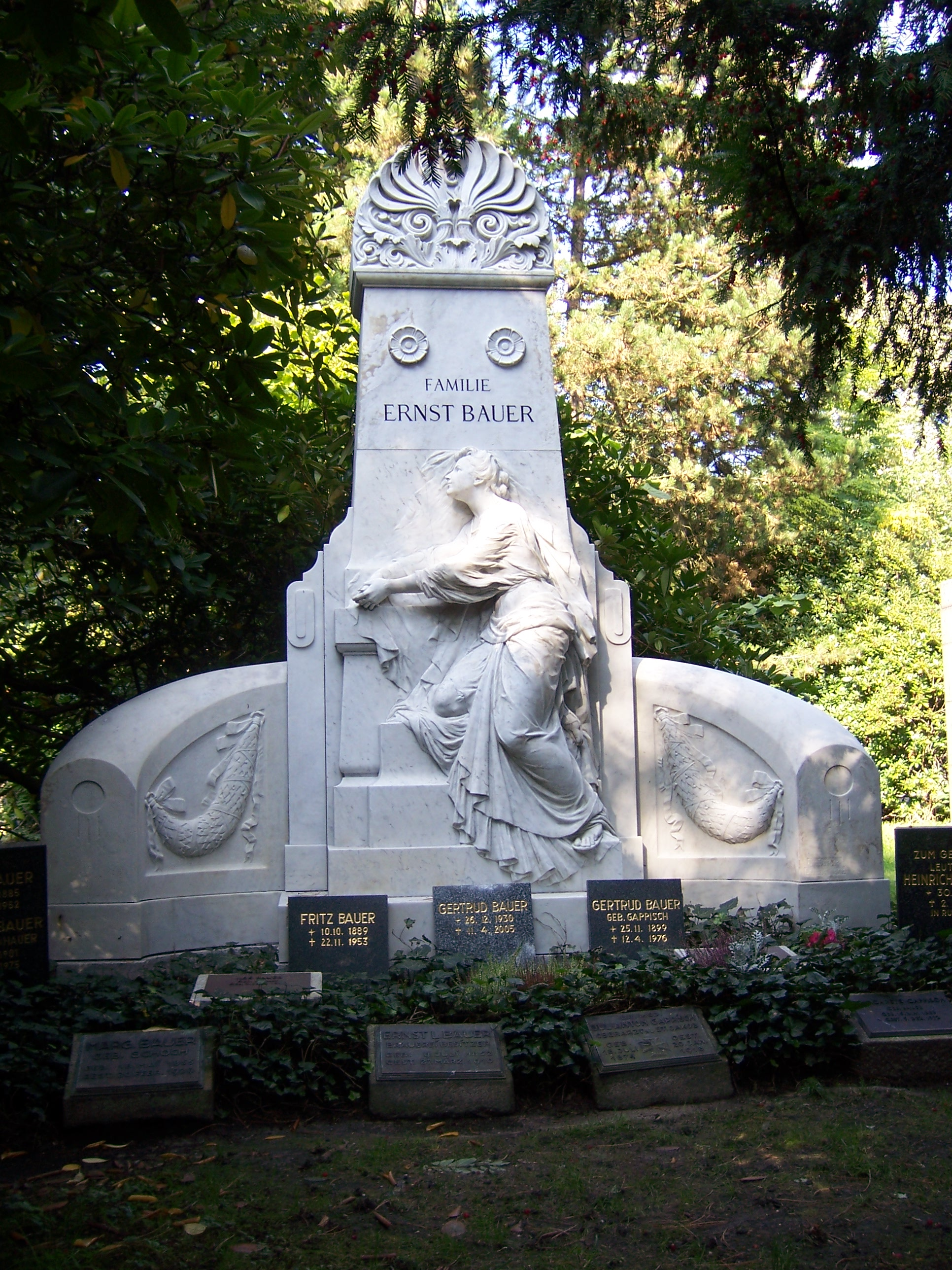
Grabmal Familie Ernst Bauer, restauriert 2011
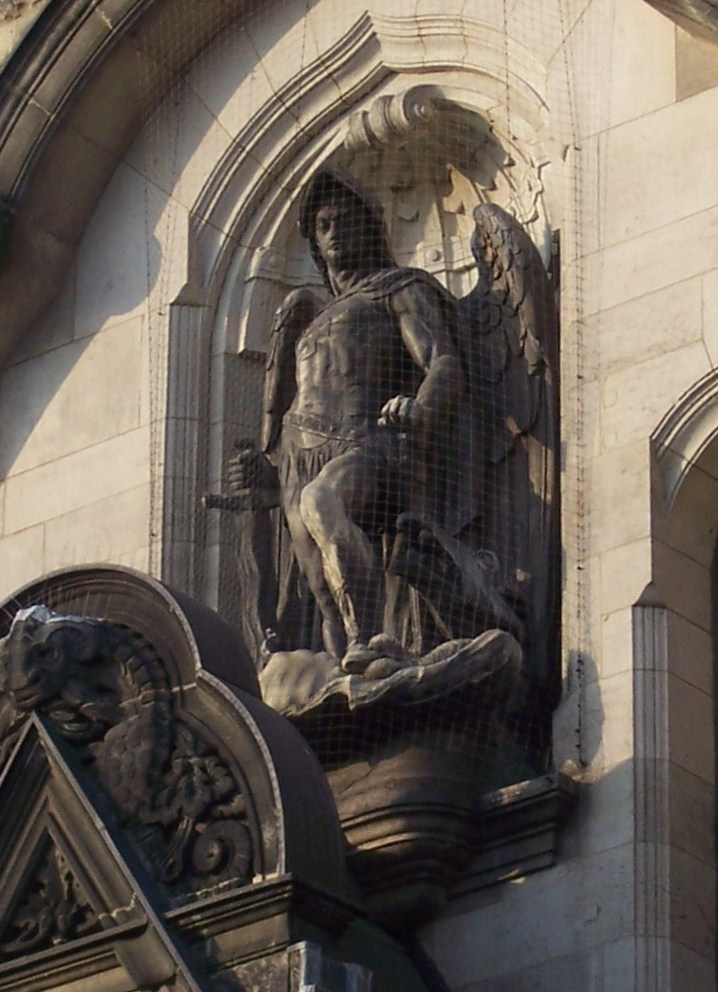
Erzengel Michael, Michaeliskirche Leipzig
Marmorbüste Conrad Ferdinand Meyer
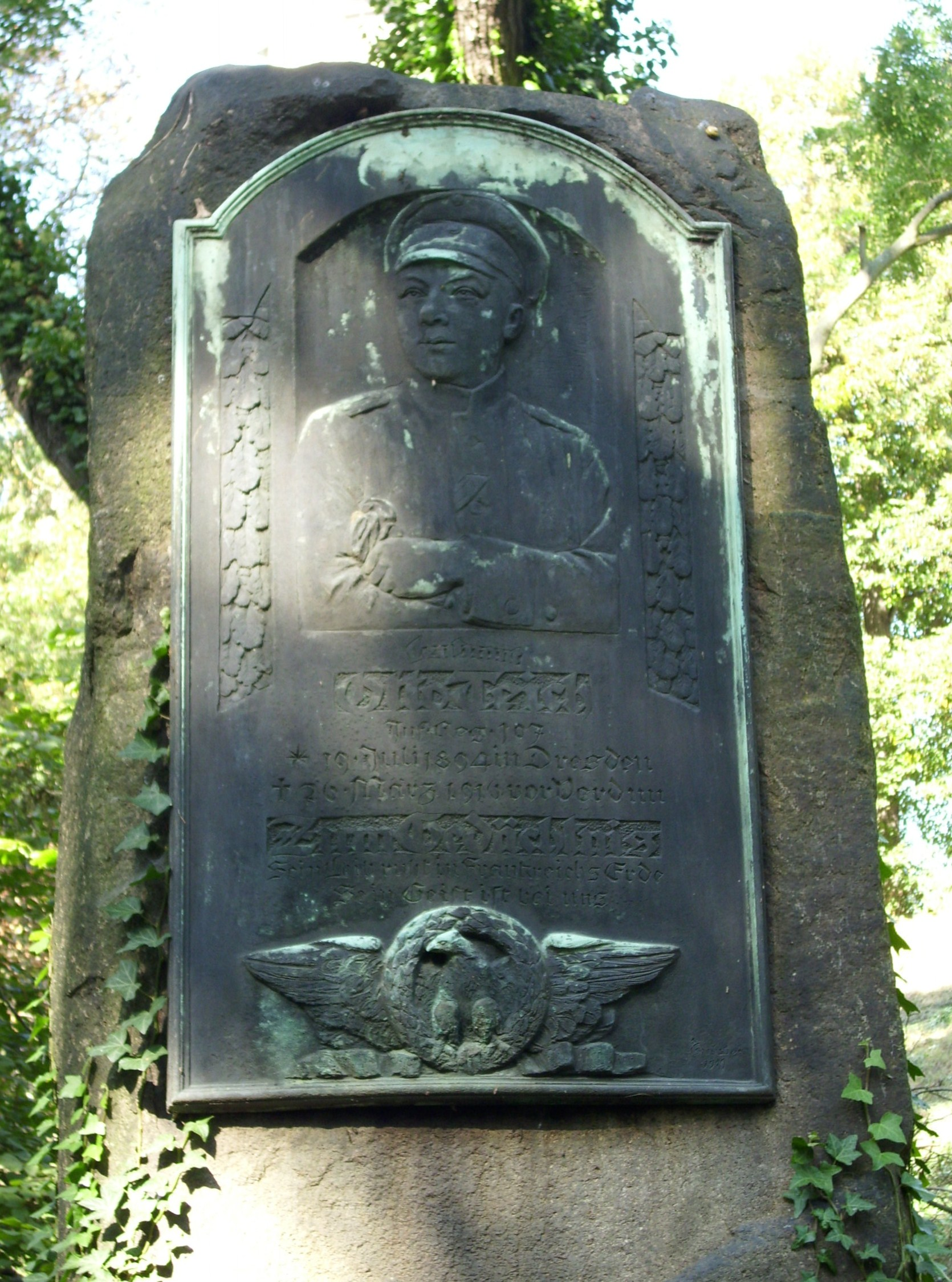
Bronzerelief Grabmal Otto Teich, Südfriedhof Leipzig
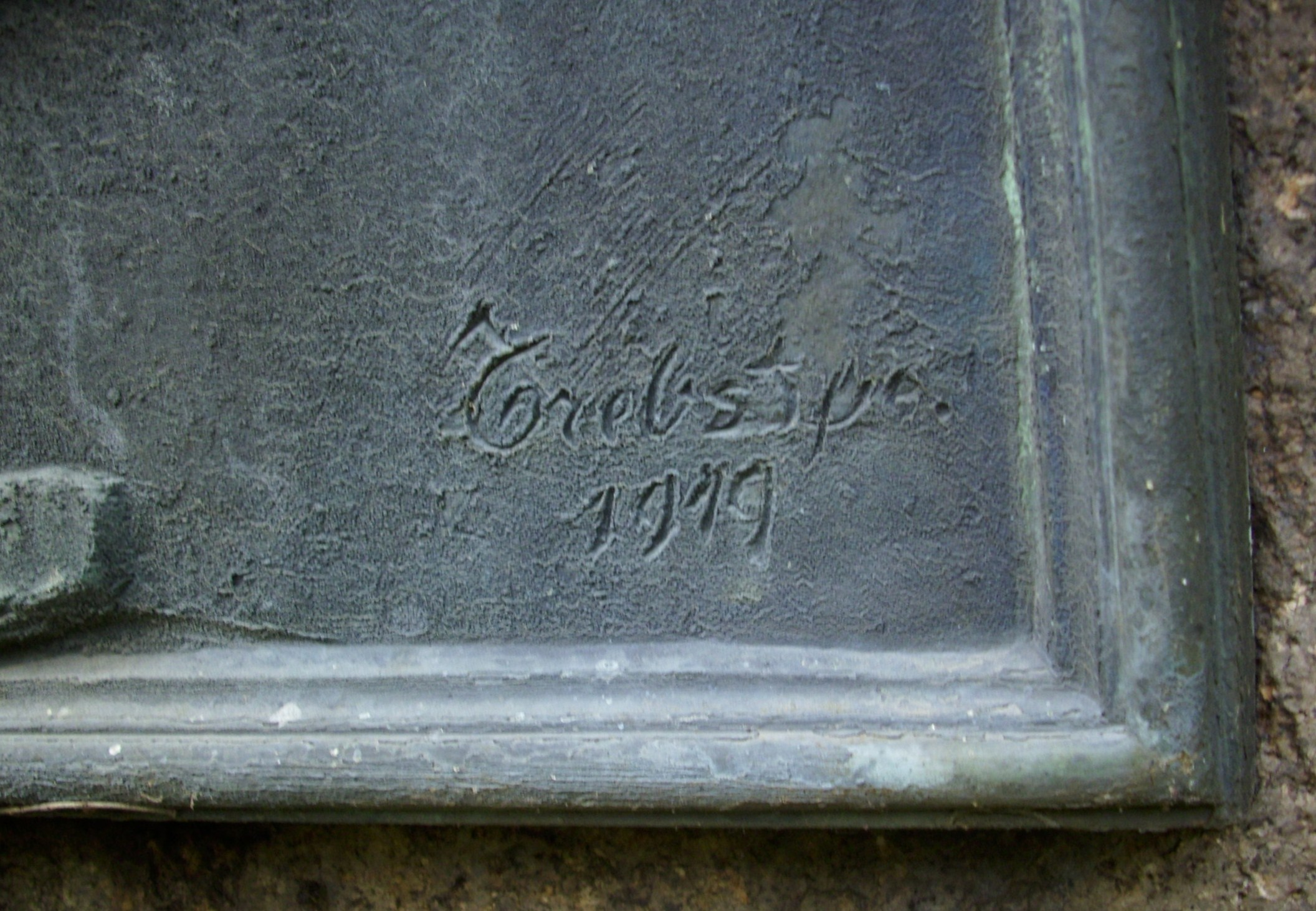
Signatur Arthur Trebst
Dienende Liebe

- Apostelfiguren, Nordportal der Ev.-Luth. Thomaskirche, Leipzig
- Erzengel Michael, über dem Hauptportal Ev.-Luth. Michaeliskirche, Leipzig
- Skulpturengruppe Ich bin der Herr, dein Arzt, Hauptportal des Diakonissenhauses, Leipzig, 1901
- Figuren Mose, Johannes der Täufer und die vier Evangelisten, Ev.-Luth. Gethsemanekirche, Leipzig
- Kreuzigungsgruppe, Friedhofskapelle Großmiltitz bei Leipzig
- Büste Johannes Brahms, Marmor
- Büste Adolf Stoecker, Marmor
- Kaiser-Wilhelm-I.-Denkmal für Crimmitschau/Sachsen (enthüllt am 2. September 1893)
- Monumentale Halbfigur Prof. Dr. Ernst Leberecht Luthardt, Marmor getönt und vergoldet, 1895[2][3] (Kriegsverlust, Dezember 1943)
- Marmorkreuz, Grabstätte Emil Wilhelm Frommel, Alter Garnisonfriedhof, Berlin, 1897
- Segnender Christus nach Bertel Thorwaldsen, Ev.-Luth. Christuskirche, Bad Wilhelmshöhe bei Kassel, 1903; zweite Ausführung: für das Mausoleum Ernst Traugott Fritsche, 1914/16, Südfriedhof Leipzig
- Skulptur Mann mit Wage, Marmor, 1907
- Trauernde, Marmorfigur Grabanlage Törpsch, Friedhof Leipzig-Plagwitz, 1908
- Grabmal Ernst Bauer, Südfriedhof Leipzig, 1911
- Portraitrelief seines Schwagers Julius Röntgen, 1913
- Büste Conrad Ferdinand Meyer, Marmor, 1916
- Bronzerelief Grabmal Otto Teich, Südfriedhof Leipzig, 1919